# Килебрюхие ужи Буланже
Килебрюхие ужи Буланже (лат. Macropisthodon) — род змей из семейства ужеобразных, обитающий в Азии.

## Описание
Общая длина представителей этого рода колеблется от 40 см до 1 м. Голова треугольная, отделена шейным перехватом. Глаза с круглыми зрачками. Туловище тонкое с сильно килеватой чешуей только на брюхе. Хвост короткий.
Окраска жёлтая, оранжевая, красная, зелёная с многочисленными чёрными широкими полосами или пятнами на спине.

## Образ жизни
Населяют луга, редколесья, места возле водоёмов, горы. Встречаются на высоте до 1000 м над уровнем моря. Активны ночью, питаются земноводными.

## Размножение
Это яйцеживородящие змеи. Самки рождают до 20 детёнышей.

## Распространение
Обитают в южной, юго-восточной и восточной Азии. 

## Классификация
На август 2018 года в род включают 4 вида:
- Macropisthodon flaviceps (Duméril, Bibron & Duméril, 1854) — Желтоголовый килебрюхий уж
- Macropisthodon plumbicolor (Cantor, 1839) — Серый килебрюхий уж
- Macropisthodon rhodomelas (Boie, 1827) — Синегорлый килебрюхий уж
- Macropisthodon rudis Boulenger, 1906